# Alabama State Route 221
Die Alabama State Route 221 (kurz AL 221) ist eine in Nord-Süd-Richtung verlaufende State Route im US-Bundesstaat Alabama.
Die State Route bildet die westliche Umgehung um die Stadt Camden. Sie beginnt an der Alabama State Route 41 südlich von Camden und endet nach 14 Kilometern an der Alabama State Route 28 nahe Canton Bend.
Nördlich des Camden Municipal Airport trifft die AL 221 auf die Alabama State Route 10.